# Don't Be Afraid (Information Society)
Don't Be Afraid è il quarto album in studio del gruppo musicale statunitense Information Society, pubblicato il 23 settembre 1997.

## Tracce
1. Empty 3.0 – 8:32
2. Closing In 2.0 – 8:11
3. On The Outside 2.1 – 6:46
4. Ending World 1.1 – 5:31
5. Seek300 2.11 – 4:29
6. The Sky Away 2.0 – 3:59
7. Are Friends Electric? 2.0 – 5:41
8. Ozar Midrashim 1.1 – 6:52
9. The Ridge 1.1 – 8:52
10. White Roses 1.1 (300 8-N-1 Terminal Mode Or ASCII Download) – 0:56

### Don't Be Afraid V.1.3 riedizione
1. White Roses 1.0 – 7:59
2. Kebabträume 1.0 – 5:23

## Curiosità
- Una parte della traccia Ozar Midrashim 1.1 è stata utilizzata nella colonna sonora dei videogiochi Legacy of Kain: Soul Reaver e Legacy of Kain: Defiance[1]